# Пеллеруд, Эвен
Эвен Йостейн Пеллеруд (норв. Even Jostein Pellerud; род. 15 июля 1953, Брандвал, Хедмарк) — норвежский футболист и футбольный тренер. Как тренер женской сборной Норвегии — чемпион мира (1995) и Европы (1993), призёр Олимпийских игр (1996), чемпионатов мира и Европы, с женской сборной Канады — призёр Панамериканских игр и Золотого кубка КОНКАКАФ.

## Биография
Родился в 1953 году в Браннвале. В годы игровой карьеры выступал за норвежские футбольные клубы «Бранн», «Груэ», «Волеренга» и «Конгсвингер». В 1982 году вместе с Эйвиндом Томтебергетом вывел «Конгсвингер» в Первый дивизион, где команда провела следующие 19 лет.
В 1987—1989 годах, по завершении выступлений, Пеллеруд занимал пост главного тренера «Конгсвингера». В его первый сезон в этом качестве его клуб провёл осенью серию из 13 беспроигрышных матчей в чемпионате и второй год подряд завоевал бронзовые медали национального первенства. На следующий год, однако, «Конгсвингер» потерял нескольких ведущих игроков из-за переходов и травм и завершил сезон на 8-й позиции, далеко от призовых мест, хотя и уверенно сохранил место в высшем дивизионе. В последний год с командой Пеллеруд привёл её к пятому месту в чемпионате, в трёх очках позади бронзового призёра.
После чемпионата Европы среди женщин 1989 года Пеллеруд занял пост главного тренера женской сборной Норвегии. В этой должности он привил национальной команде яркий, агрессивный стиль игры и в 1990-е годы вывел её в число лидеров мирового женского футбола. Под его руководством сборная Норвегии в 1991 году дошла до финала первого женского чемпионата мира, где в равной борьбе уступила американкам, а через четыре года уже сама завоевала титул на чемпионате мира в Швеции. В рамках чемпионатов Европы норвежки стали серебряными призёрами в 1991 году и чемпионками два года спустя. В 1996 году команда Пеллеруда завоевала также бронзовые медали на Олимпийских играх в Атланте.
Окончив в 1996 году работу со сборной Норвегии, Пеллеруд вернулся в мужской клубный футбол. В 1997 году тренировал «Лиллестрём», а в следующем сезоне — датский клуб «Икаст», из которого был уволен весной 1999 года из-за низких результатов и разногласий с руководством клуба по поводу стиля игры команды. Проведя некоторое время в качестве технического консультанта «Волеренги», в октябре 1999 года норвежец подписал 5-летний контракт с женской сборной Канады. В новой команде он сделал ставку на простой стиль игры, богатый длинными передачами вдоль поля, который в Норвегии популяризовал Эгиль Ульсен. Хотя канадки не сумели пройти отбор на Олимпийский футбольный турнир 2004 года, уступив в квалификационных матчах сборной Мексики, Пеллеруд продолжал возглавлять канадскую команду до 2008 года. В этом году он сумел вывести своих подопечных на первые в истории женского футбола в Канаде Олимпийские игры, где они в четвертьфинале проиграли сборной США, а перед этим привёл их к лучшему результату на чемпионатах мира, заняв с ними в 2003 году 4-е место. Кроме того, канадская сборная под его руководством завоевала медали на Панамериканских играх 2007 года и дважды — в Золотом кубке КОНКАКАФ (2002 и 2006).
По окончании работы в Канаде Пеллеруд возглавил женскую и юношескую сборные Тринидада и Тобаго. Сотрудничество норвежца с этими командами продолжалось до 2012 года, когда его сменил на посту тренера его помощник Марлон Чарлз. Одной из возможных причин окончания сотрудничества стали финансовые трудности местной футбольной федерации и министерства спорта, в результате которых тренеры по несколько месяцев не получали зарплаты. В декабре 2012 года Пеллеруд был вторично назначен главным тренером женской сборной Норвегии, сменив на этом посту Эли Ландсем. Контракт был заключён до 2016 года, за это время Пеллеруд должен был возглавлять команду на чемпионате Европы 2013 года, чемпионате мира 2015 года и Олимпийских играх в Рио-де-Жанейро. Под руководством Пеллеруда норвежки успешно выступили в первом из этих турниров, победив на групповом этапе сборную Германии и затем уступив ей же в финале главным образом из-за блестящей игры вратаря немок Надин Ангерер. На чемпионате мира команда Пеллеруда, занимавшая в рейтинге ФИФА 11-е место, сумела, в отличие от предыдущего мирового первенства, выйти из группы и в матче первого круга плей-офф вела со счётом 1:0 у сборной Англии, шестой в том же рейтинге, но не сумела удержать победу. В августе 2015 года Пеллеруд подал в отставку, уступив тренерский пост Роджеру Финьору. Уходящий тренер, пожаловавшись на нехватку сил, заявил, что у сборной Норвегии больше шансов успешно пройти олимпийский отбор с другим специалистом.